# Touchstone (groupe)
Pour les articles homonymes, voir Touchstone.
Touchstone est un groupe de rock progressif britannique, originaire de Hertfordshire, en Angleterre. Il est formé en 2003 autour du claviériste Rob Cottingham et du guitariste Adam Hodgson. Ils ne sortent leur premier album qu’en 2007 et ont depuis sorti un autre album en 2009 puis un enregistrement concert en 2010.

## Biographie
Très influencé par le rock des années 1970, Touchstone revendique son appartenance au mouvement progressif. In Progressive Rock We Trust (Nous croyons/espérons dans le rock progressif) est un des slogans du groupe. Dans l’esprit originel du mouvement « progressiste » ils cultivent un champ d’influences musicales très large avec toutefois une préférence marquée pour le heavy metal, très présent dans les jeux de guitare et de batterie. 
Mais Touchstone est aussi un symbole du renouveau du rock progressif anglais. En confiant notamment le chant principal à une femme, il est très proche d’autres groupes anglais actuels comme The Reasoning ou Mostly Autumn et marque une cassure avec le neo-prog des années 1980 et 1990. Cette dualité passé/présent se retrouve aussi dans la composition des membres du groupe avec à la fois des musiciens confirmés et des débutants.
Le groupe joue en 2009 au festival américain Rites of Spring (ROSfest) à Glenside, près de Philadelphie, Pennsylvanie. Cottingham et Seviour quittent le groupe en 2015 avec un concert d'adieu au Assembly au Leamington Spa le 21 novembre ; s'ensuivent une série d'auditions pour recruter la chanteuse polonaise Aggie Figurska en juin 2016.

## Discographie

### Albums studio
- 2007 : Discordant Dreams
- 2009 : Wintercoast
- 2011 : The City Sleeps
- 2013 : Oceans of Time

### EP
- 2006 : Mad Hatters
- 2014 : Oceans (Limited Edition EP) (2014)[3]

### Albums live
- 2010 : Live in the USA